# 布瓦尔迪厄广场

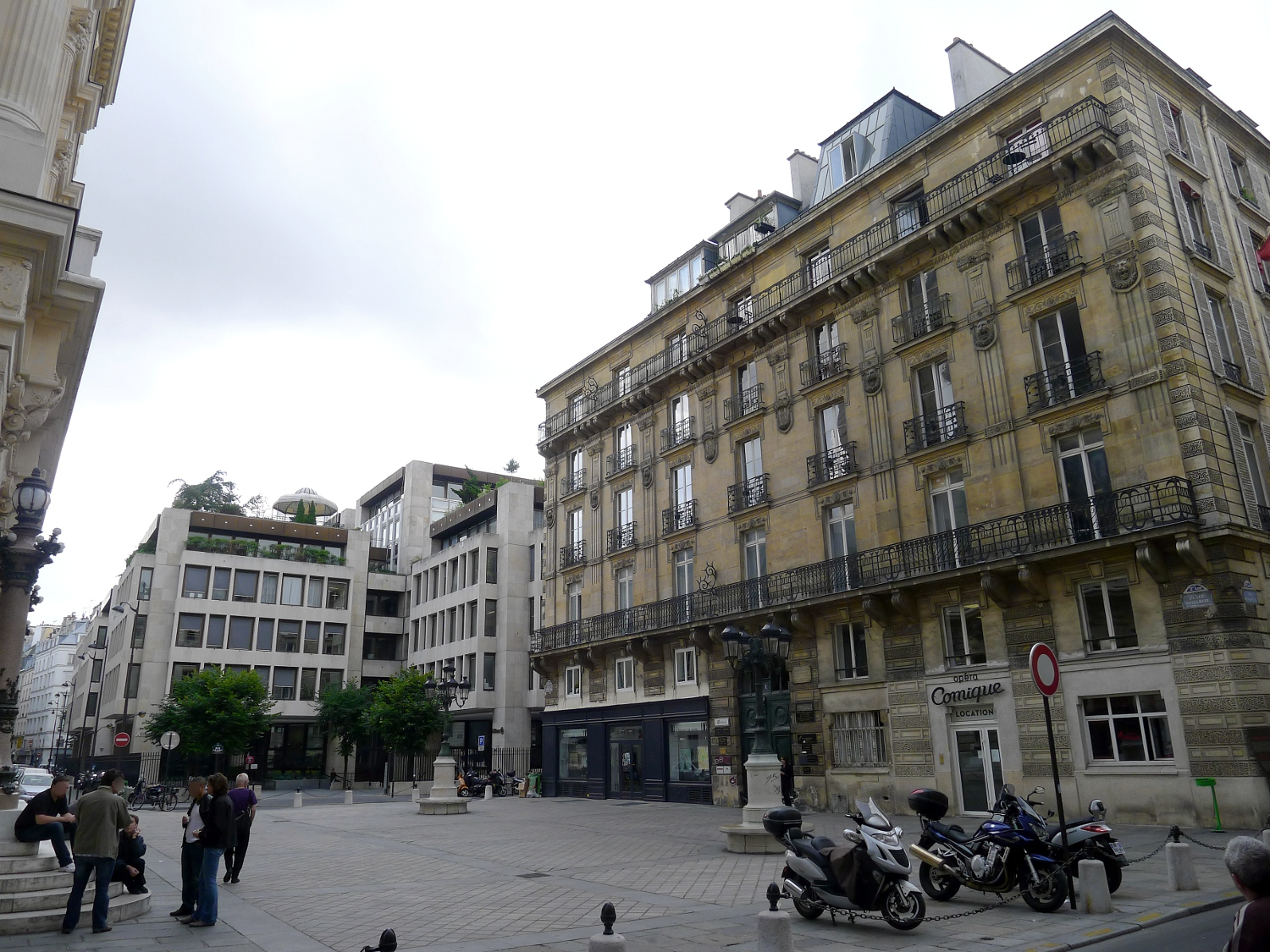

布瓦尔迪厄广场（Place Boieldieu）是巴黎第二区的一个广场。位于Rue de Marivaux与Rue Favart转角。

## 名称
广场得名于法国作曲家弗朗索瓦-阿德里安·布瓦尔迪厄 (1775-1834)。

## 历史
布瓦尔迪厄广场开辟于1780年10月14日，原名意大利人广场（Place des Italiens）。1852年4月13日改为现名。

## 交通
布瓦尔迪厄广场附近的地铁站是黎塞留-杜罗站（Richelieu - Drouot）。

## 建筑
- 小仲马于1824年7月27日出生在意大利人广场（今布瓦尔迪厄广场）1号，他是大仲马与邻居女裁缝的私生子[1]。
- 喜歌剧院（Théâtre national de l'Opéra-Comique）